# ダンディ・ダディ?〜恋愛小説家・伊崎龍之介〜
『ダンディ・ダディ?〜恋愛小説家・伊崎龍之介〜』（ダンディ・ダディ? れんあいしょうせつか・いざきりゅうのすけ）は、2009年7月9日から9月3日までテレビ朝日系列の「木曜ドラマ」枠で、毎週木曜日 21:00 - 21:54に放送された日本のテレビドラマ。主演は舘ひろし。

## 概要
主演の舘は2007年にTBS系列で放送された『パパとムスメの7日間』以来、2年ぶりの連続ドラマ出演。また、今作も前回の登板時と同じく、父と娘によるホームコメディとなる。
キャッチコピーは「今度の舘は、タチが悪い」
当初は全9回の予定であったが、視聴率の低迷もあり、1話短縮の8回放送となった。

## あらすじ
伊崎龍之介は、「恋愛のカリスマ」と評判の恋愛小説家。しかし、愛娘・あかりの恋愛となると一変、娘を心配するあまり、極端に保守的になり、彼女を守ろうと、とんでもない行動に出てしまう。あかりは、そんな父親の気持ちは察してはいるが、父親の事を鬱陶しく感じ、高校生としてそろそろ自立したいと思っている。
物語は、そんな父娘が恋愛や家族について葛藤しつつも、互いの気持ちを理解し合い、絆を深めていく。

## キャスト
- 伊崎龍之介 - 舘ひろし
- 伊崎あかり - 南沢奈央（幼少時代：宮武祭）
- 後藤美羽 - 平山あや（幼少時代：畠山彩奈）
- 小早川悠樹 - 石黒英雄（幼少時代：中村柊芽）
- 沢村潤一 - 池田努
- 松原朋香 - 林丹丹
- 山本浩輔 - 前田公輝
- 葉山修二 - 佐藤二朗
- ミコ - misono
- 岩下愛子 - 梅沢昌代
- 近江谷太朗
- 伊崎みのり / 藤崎かれん - 笛木優子
- 小早川万里子 - 榊原郁恵
- 坂本サチ - 野際陽子（特別出演）
- 堂島寛 - 八嶋智人
- 三嶋貴和子 - 余貴美子
- 佐々木泰三 - 鹿賀丈史

### ゲスト
- 松原朋彦 - 酒井敏也（第1章）
- 石井由奈 - 佐藤千亜妃（第4 - 5章）
- 内野達彦 - 布施博（第6章 - 最終章）

## スタッフ
- 脚本 - 永田優子
- 演出 - 池添博、本橋圭太、梶山貴弘
- 音楽 - 辻陽
- 主題歌 - 浜崎あゆみ「Sunrise 〜LOVE is ALL〜」（avex trax）
- チーフプロデューサー - 桑田潔
- プロデューサー - 中込卓也、大川武宏、平部隆明、梶野祐司
- 制作 - テレビ朝日、ホリプロ

## 放送日程
| 話数                                                       | 放送日  | サブタイトル     | 演出     | 視聴率 |
| ---------------------------------------------------------- | ------- | ---------------- | -------- | ------ |
| 第一章                                                     | 7月09日 | 娘が心配なんだ   | 池添博   | 9.3%   |
| 第二章                                                     | 7月16日 | 娘の嘘と父の後悔 | 池添博   | 8.0%   |
| 第三章                                                     | 7月30日 | 燃え上る禁断の恋 | 本橋圭太 | 5.2%   |
| 第四章                                                     | 8月06日 | 夏の熱海に娘の涙 | 本橋圭太 | 5.7%   |
| 第五章                                                     | 8月13日 | 心の傷は誰が癒す | 池添博   | 4.0%   |
| 第六章                                                     | 8月20日 | 16歳の母         | 梶山貴弘 | 7.2%   |
| 第七章                                                     | 8月27日 | 妻に似た恋人     | 本橋圭太 | 6.1%   |
| 最終章                                                     | 9月03日 | 最期の恋愛小説   | 池添博   | 7.2%   |
| 平均視聴率 6.59%（視聴率は関東地区・ビデオリサーチ社調べ） |         |                  |          |        |

- 2009年7月23日は『世界水泳ローマ2009 シンクロナイズドスイミング』のため休止。
- 福井放送では8月29日に放送される第七章（テレビ朝日系列フルネット局では8月27日に放送）は、本来の時間帯に「24時間テレビ 「愛は地球を救う」」の放送を優先するため、通常ならば同日夜9時になるところを後続の「新・警視庁捜査一課9係」（こちらは通常ならば同日夜10時）と2枠1セットで7時間半前倒しして同日昼1時30分より放送した。

## 遅れネット局
- BSS山陰放送（TBS系列） - 2009年9月23日から10月8日までBSSアフタヌーンドラマ枠にて放送された。
- UMKテレビ宮崎（フジテレビ系列・日本テレビ系列・テレビ朝日系列クロスネット局） - 2009年11月26日から12月8日まで月曜 - 金曜14:05 - 15:00に放送された。